# روبرتو مايتن
روبرتو مايتن (بالإسبانية: Roberto Maytín)‏ مواليد 2 يناير 1989، هو لاعب كرة مضرب فنزويلي يلعب باليد اليمنى. أعلى تصنيف له في الفردي كان المركز الـ 643 في سنة 2008.

## روابط خارجية
- روبرتو مايتن على موقع رابطة محترفي التنس (الإنجليزية)
- روبرتو مايتن على موقع الاتحاد الدولي لكرة المضرب (الإنجليزية)
- روبرتو مايتن على موقع كأس ديفيز (الإنجليزية)
- روبرتو مايتن على موقع خلاصة التنس.كوم (الإنجليزية)